# Team Novo Nordisk/2020
Deze pagina geeft een overzicht van de Team Novo Nordisk-wielerploeg in 2020.

## Algemene gegevens
Teammanager: Vassili Davidenko
Ploegleiders: Massimo Podenzana, Gennady Mikhaylov
Fietsmerk: Colnago

## Renners
| Naam             | Geboortedatum | Nationaliteit       | Ploeg 2019                    |
| ---------------- | ------------- | ------------------- | ----------------------------- |
| Hamish Beadle    | 02-04-1998    | Nieuw-Zeeland       | Team Novo Nordisk Development |
| Mehdi Benhamouda | 02-01-1995    | Frankrijk           |                               |
| Oliver Behringer | 20-03-1996    | Zwitserland         |                               |
| Sam Brand        | 27-02-1991    | Verenigd Koninkrijk |                               |
| Stephen Clancy   | 19-07-1992    | Ierland             |                               |
| Gerd de Keijzer  | 18-01-1994    | Nederland           | Team Novo Nordisk Development |
| Joonas Henttala  | 17-09-1991    | Finland             |                               |
| Declan Irvine    | 11-03-1999    | Australië           |                               |
| Brian Kamstra    | 05-07-1993    | Nederland           |                               |
| Matyáš Kopecký   | 19-01-2003    | Tsjechië            |                               |
| Péter Kusztor    | 17-12-1984    | Hongarije           |                               |
| Samuel Munday    | 04-03-1998    | Australië           |                               |
| David Lozano     | 21-12-1988    | Spanje              |                               |
| Andrea Peron     | 28-10-1988    | Italië              |                               |
| Charles Planet   | 30-10-1993    | Frankrijk           |                               |
| Umberto Poli     | 27-08-1996    | Italië              |                               |
| Ulugbek Saidov   | 06-11-1996    | Oezbekistan         |                               |

### Vertrokken
| Naam           | Geboortedatum | Nationaliteit | Ploeg 2020 |
| -------------- | ------------- | ------------- | ---------- |
| Fabio Calabria | 27-08-1987    | Australië     | Gestopt    |
| Emanuel Mini   | 14-06-1986    | Argentinië    | Gestopt    |

## Overwinningen
Alpecin-Fenix · Androni Giocattoli-Sidermec · B&B Hotels-Vital Concept p/b KTM · Bardiani-CSF-Faizanè · Bingoal-Wallonie Bruxelles · Burgos-BH · Caja Rural-Seguros RGA · Circus-Wanty-Gobert · Euskaltel-Euskadi · Gazprom-RusVelo · NIPPO DELKO One Provence · Rally Cycling · Riwal Readynez Cycling Team · Sport Vlaanderen-Baloise · Team Arkéa Samsic · Team Novo Nordisk · Team Total Direct Energie · Uno-X Pro Cycling Team · Vini Zabù-KTM
2008 · 2009 · 2010 · 2011 · 2012 · 2013 · 2014 · 2015 · 2016 · 2017 · 2018 · 2019· 2020· 2021 · 2022 · 2023 · 2024 · 2025